# Mohammed ben Nayef Al Saoud
Titres
Prince héritier d'Arabie saoudite
Premier vice-Premier ministre
29 avril 2015 – 21 juin 2017
(2 ans, 1 mois et 23 jours)
Vice-prince héritier d'Arabie saoudite
Second vice-Premier ministre
23 janvier – 29 avril 2015
(3 mois et 6 jours)
Ministre de l'Intérieur saoudien
5 novembre 2012 – 21 juin 2017
(4 ans, 7 mois et 16 jours)
Mohammed ben Nayef ben Abdelaziz Al Saoud (en arabe : محمد بن نايف بن عبد العزيز آل سعود), né le 30 août 1959 à Djeddah, est un membre de la dynastie saoudienne. 
Fils de l'influent Nayef ben Abdelaziz, un des sept Soudayri et ministre de l'Intérieur de 1975 à 2012, Mohammed ben Nayef est nommé ministre de l'Intérieur en 2012 et prince héritier et vice-Premier ministre d'Arabie saoudite le 29 avril 2015. À 55 ans, il est alors le premier prince de la génération des petits-fils d'Ibn Séoud à aspirer au trône. Mais le 21 juin 2017, il est démis de toutes ses fonctions par le roi Salmane qui l'évince de la succession au profit de son propre fils Mohammed ben Salmane.

## Biographie

### Famille et formation
Mohammed ben Nayef est un des fils de Nayef ben Abdelaziz Al Saoud, un des Soudayri, et un des petits-fils d'Ibn Séoud, le fondateur de l'Arabie saoudite. Il fait ses études aux États-Unis, au Lewis & Clark College. Il suit ensuite une formation au FBI de 1985 à 1988, puis à Scotland Yard de 1992 à 1994.

### Carrière politique et lutte contre Al-Qaïda
À partir de 2003, Mohammed ben Nayef, alors assistant du ministère de l'Intérieur, coordonne une campagne contre Al-Qaïda en Arabie saoudite. Il forme notamment des « centres de réhabilitation » où des prisonniers djihadistes reçoivent des cours de théologie, de culture générale ou encore des prêches religieux. Al-Qaïda est démantelée en Arabie saoudite et trouve refuge au Yémen où elle fonde Al-Qaïda dans la péninsule arabique (AQPA) en 2009. Entre 2004 et 2015, Mohammed ben Nayef est la cible de quatre tentatives d'assassinats, il est notamment blessé dans son palais, le 27 août 2009, par un kamikaze d'AQPA,. 
Son père, ministre de l'Intérieur depuis 1975, meurt en juin 2012 et son oncle Ahmed ben Abdelaziz devient ministre de l'Intérieur. Ce dernier est limogé le 5 novembre 2012 et remplacé par Mohammed ben Nayef qui devient ainsi le plus jeune de sa génération dans la dynastie saoudienne à obtenir un poste aussi élevé, en faisant dès lors un prétendant au trône.

### Prince héritier et vice-Premier ministre
En janvier 2015, après la mort du roi Abdallah et par un décret royal du nouveau roi Salmane, il est nommé prince héritier en second, derrière le prince Moukrine. Le 29 avril 2015, le prince Moukrine est écarté de la succession et Mohammed ben Nayef lui succède donc au double poste de prince héritier et vice-Premier ministre. Il devient par la même occasion président du Conseil des affaires politiques et de sécurité nouvellement créé.
Le 4 mars 2016, il est décoré de la Légion d'honneur par François Hollande « pour tous ses efforts dans la région et dans le monde dans la lutte contre le terrorisme et l’extrémisme ». Qualifié de pratique protocolaire courante par l'Élysée, cette initiative est critiquée par des hommes politiques de droite comme de gauche et a entraîné le refus de la Légion d'honneur par Sophie Marceau.
Il est cité dans l'affaire des Panama Papers en avril 2016.

### Éviction de l'ordre de succession et ostracisation progressive
Le 21 juin 2017, il est évincé de toutes ses fonctions par le roi Salmane qui nomme par décret son fils Mohammed nouveau prince héritier,,.
En mars 2020, Mohammed ben Nayef est accusé de complot visant à renverser le roi Salmane et le prince héritier Mohammed ben Salmane, il est arrêté, tout comme son demi-frère Nawaf Ben Nayef et Ahmed ben Abdelaziz Al Saoud, frère du roi Salmane. Cette arrestation est perçue comme un moyen, pour Mohammed ben Salmane, d'empêcher qu'un autre prince saoudien puisse devenir le prochain roi,.

## Décorations
Décorations saoudiennes
- Collier de l'Ordre du roi Abdelaziz
- Collier de l'Ordre du roi Fayçal

Décorations étrangères
- Collier de l'Ordre d'Al-Khalifa (Bahreïn)
- Grand officier de la Légion d'honneur (France)
- Collier de l'Ordre de la République (Turquie)